# Свистун бурий
Свистун бурий (Pachycephala simplex) — вид горобцеподібних птахів родини свистунових (Pachycephalidae). Мешкає в Австралії, на Новій Гвінеї і на сусідніх островах. Виділяють низку підвидів.

## Підвиди
Виділяють сім підвидів:
- P. s. rufipennis Gray, GR, 1858 — острови Кай[en] (Індонезія);
- P. s. griseiceps Gray, GR, 1858 — острови Гаг[en], Вайгео, Гебе, інші острови Західного Папуа, острови Ару, північний захід і південь Нової Гвінеї;
- P. s. jobiensis Meyer, AB, 1874 — північ Нової Гвінеї, острови Япен і Міос Нум[en];
- P. s. brunnescens Wolters, 1980 — південний схід Нової Гвінеї, острови Д'Антркасто;
- P. s. sudestensis (De Vis, 1892) — архіпелаг Луїзіада;
- P. s. peninsulae Hartert, E, 1899 — північно-східна Австралія;
- P. s. simplex Gould, 1843 — північна Австралія і острів Мелвілл.

## Поширення і екологія
Бурі свистуни живуть в рівнинних, гірських і мангрових лісах на висоті до 1550 м над рівнем моря.